# Isaque I Arzerúnio
Isaac ou Isaque I Arzerúnio (em armênio/arménio: Սահակ Ա Արծրունի; romaniz.: Sahak A Artsruni; m. 7 de janeiro de 785) foi um nacarar armênio do século VIII, membro da nobre família Arzerúnio.

## Vida
Isaque I aparece pela primeira vez em 770, quando foi capturado, junto de seu irmão Amazaspes I e seu pai Cacício I, pelo osticano da Armênia Solimão, quiçá na Mesopotâmia, em retaliação às investidas de Cacício contra os muçulmanos. Apesar de ofertas de resgate, Cacício morreu na prisão em 772, mas seus filhos foram posteriormente soltos. Se recusaram a aderir à revolta armênia de 775, que acabou na derrota em Bagrauandena.
Alguns anos mais tarde, depois duma nova revolta, o califa abássida Almadi (r. 775–785) ordenou a prisão de Amazaspes, Isaque e seu outro irmão, Meruzanes II. Após três anos, o carrasco questionou-lhes se preferiam a morte ou a apostasia. Isaque e Amazaspes optaram pela morte, enquanto Meruzanes a apostasia. Isaque morreu sem descendência.